# Stari Grad (Split-Dalmacia) (localidad)

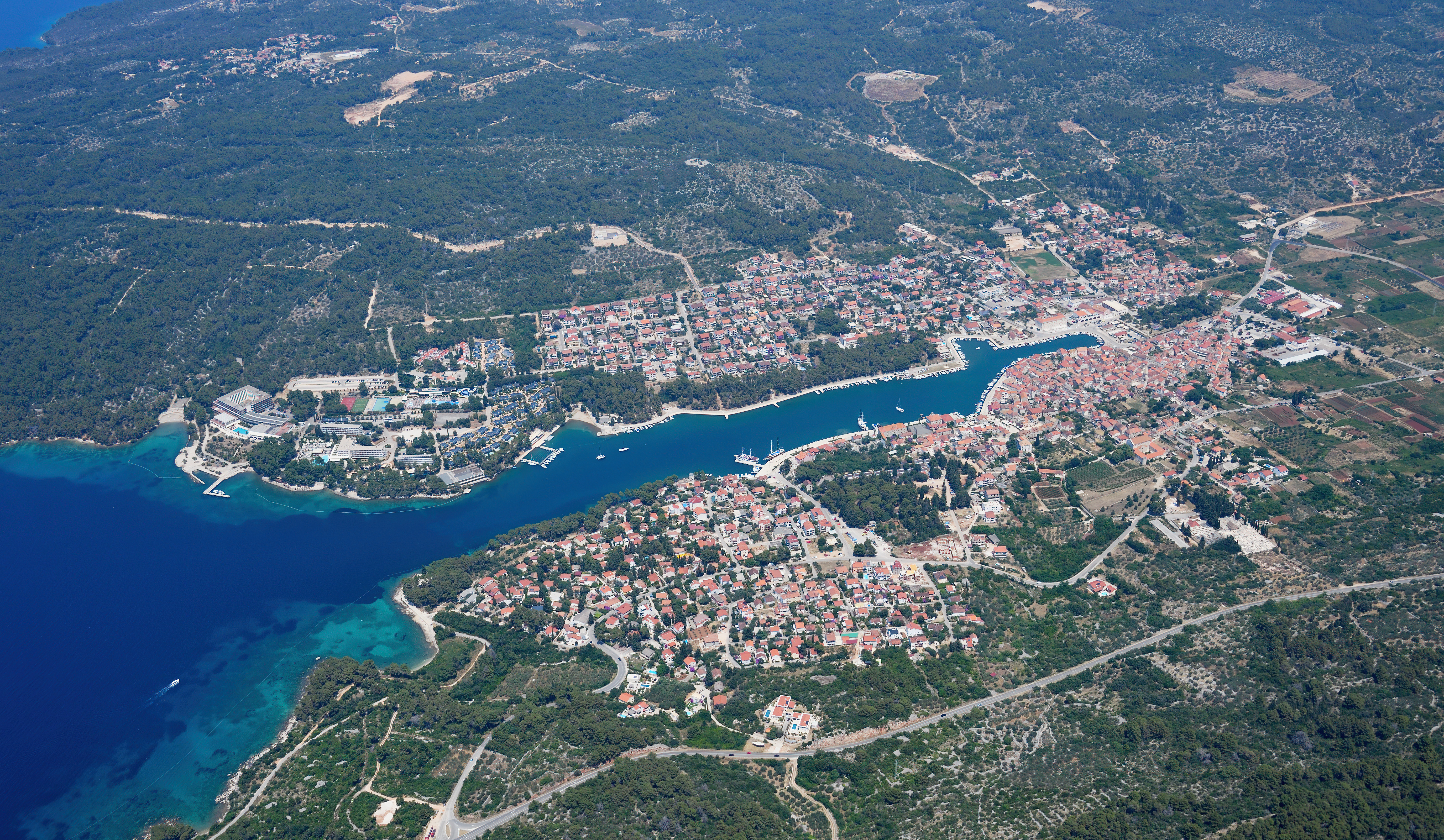
Vista aérea

Stari Grad es una pequeña ciudad de Croacia, en el condado de Split-Dalmacia. Es la capital de la unidad de autogobierno local del mismo nombre.
La "Ciudad Vieja" fue fundada por los griegos en el siglo IV a. C. con el nombre de Pharos, fue posteriormente ocupada por Roma. En el siglo XVI el poeta Petar Hektorović levantó un palacio fortificado con un criadero de peces que después cantaría en sus poemas.

## Geografía
Se encuentra en la isla de Hvar a una altitud de 2 m s. n. m. y 457 km de la capital nacional, Zagreb.

## Demografía
En el censo 2011 el total del poblado y su zona circundante fue de 1885 habitantes.

## Lugares de interés
- Kaŝtel Tvrdalj

Vivienda fortificada construida en 1520 por el escritor y humanista Petar Hektorović y que sigue conservando el estanque donde criaba peces. Delante hay una estatua de Hektorović, realizada por Ivan Meštrović
- Trg Skor

Rodeada de palacios barrocos y una iglesia del siglo XVIII. Junto a la plaza se verá la iglesia de San Juan, del siglo VI y reconstruida en el XII. 
- Sv Nikola

Del siglo XV y con un altar barroco de madera y dorados en el que hay unas imágenes talladas por A. Porri. 
- Dominikanski Samostan

Monasterio dominico de 1482 que fue reconstruido a finales del XVI después de ser arrasado por los turcos. Ha sido acondicionado para acoger un museo donde se exponen fósiles, monedas, restos arqueológicos y algunas pinturas, entre las que destacan un cuadro de la escuela de Tintoretto y dos de Giambattita Crespi